# 1. československá fotbalová liga 1983/1984
1. československou ligu v sezóně 1983 – 1984 vyhrála TJ Sparta ČKD Praha.

## Tabulka ligy
| Poř. | Tým                          | Z  | V  | R  | P  | VG | OG | B  |
| ---- | ---------------------------- | -- | -- | -- | -- | -- | -- | -- |
| 1.   | TJ Sparta ČKD Praha          | 30 | 20 | 6  | 4  | 58 | 24 | 46 |
| 2.   | ASVS Dukla Praha             | 30 | 19 | 6  | 5  | 48 | 23 | 44 |
| 3.   | TJ Bohemians ČKD Praha       | 30 | 16 | 8  | 6  | 48 | 26 | 40 |
| 4.   | ASVŠ Dukla Banská Bystrica   | 30 | 16 | 5  | 9  | 49 | 31 | 37 |
| 5.   | TJ Baník Ostrava OKD         | 30 | 14 | 7  | 9  | 45 | 28 | 35 |
| 6.   | TJ Inter Slovnaft Bratislava | 30 | 9  | 11 | 10 | 36 | 36 | 29 |
| 7.   | TJ Spartak TAZ Trnava        | 30 | 11 | 7  | 12 | 43 | 50 | 29 |
| 8.   | TJ Lokomotíva Košice         | 30 | 11 | 5  | 14 | 43 | 39 | 27 |
| 9.   | TJ Slovan CHZJD Bratislava   | 30 | 8  | 11 | 11 | 45 | 46 | 27 |
| 10.  | TJ Vítkovice                 | 30 | 10 | 7  | 13 | 36 | 45 | 27 |
| 11.  | TJ Rudá hvězda Cheb          | 30 | 10 | 6  | 14 | 37 | 43 | 26 |
| 12.  | SK Slavia Praha IPS          | 30 | 11 | 4  | 15 | 40 | 57 | 26 |
| 13.  | TJ ZVL Žilina                | 30 | 9  | 7  | 14 | 26 | 43 | 25 |
| 14.  | TJ Tatran Prešov             | 30 | 8  | 7  | 15 | 25 | 44 | 23 |
| 15.  | TJ Sklo Union Teplice        | 30 | 5  | 10 | 15 | 29 | 51 | 20 |
| 16.  | TJ Plastika Nitra            | 30 | 6  | 7  | 17 | 31 | 53 | 19 |

## Soupisky mužstev

### TJ Sparta ČKD Praha
Jiří Dostál (1/0/1),
Jaroslav Olejár (15/0/4),
Jan Stejskal (14/0/6) –
Jan Berger (29/11),
Miloš Beznoska (11/2),
Július Bielik (28/1),
Michal Bílek (1/0),
Vlastimil Calta (30/6),
Miloslav Denk (26/6),
Daniel Drahokoupil (13/1),
Stanislav Griga (30/17),
Ivan Hašek (28/3),
Jozef Chovanec (27/1),
Josef Jarolím (19/3),
Jiří Kabyl (1/0),
Vítězslav Lavička (23/3),
Zdeněk Procházka (23/1),
Tomáš Skuhravý (21/3),
František Straka (29/1),
Zdeněk Ščasný(19/0) –
trenér Václav Ježek, asistenti Vladimír Táborský a Michal Jelínek

### ASVS Dukla Praha
Karel Stromšík (30/0/11) –
Aleš Bažant (25/0),
Václav Daněk (23/7),
Jan Fiala (30/0),
Dušan Fitzel (1/0),
Dušan Horváth (2/1),
Josef Klucký (7/0),
Pavel Korejčík (12/8),
Tomáš Kříž (27/4),
Josef Novák (30/0),
Rudolf Pavlík (9/0),
Stanislav Pelc (24/4),
Petr Rada (29/3),
Ivo Staš (6/0),
František Štambachr (28/4),
Luboš Urban (22/7),
Michal Váňa (10/3),
Bohuš Víger (21/0),
Ladislav Vízek (29/7) –
trenér Ladislav Novák, asistenti Jan Brumovský a Ivo Viktor

### TJ Bohemians ČKD Praha
Vladimír Borovička (18/0/8),
Zdeněk Hruška (12/0/4) –
Miloš Belák (14/2),
Milan Čermák (13/1),
Jiří Doležal (10/0),
Vladimír Hruška (25/6),
Pavel Chaloupka (27/9),
Tibor Chovanec (6/0),
František Jakubec (30/0),
Petr Janečka (10/2),
Zdeněk Koukal (9/0),
Stanislav Levý (27/6),
Jaroslav Marčík (23/3),
Tomáš Matějček (3/0),
Tibor Mičinec (17/6),
Jaroslav Němec (3/0),
Petar Novák (9/1),
Jiří Ondra (30/2),
Marián Opačitý (1/0),
Zdeněk Prokeš (30/1),
Miroslav Příložný (10/1),
Miloš Slabý (1/0),
Jiří Sloup (27/7),
Peter Zelenský (25/1) –
trenéři Jiří Rubáš (1.–9. kolo) a Tomáš Pospíchal (10.–30. kolo), asistent Ivan Kopecký

### ASVŠ Dukla Banská Bystrica
Marián Magdolen (15/0/4),
Miroslav Mentel (15/0/7) –
Milan Bagin (29/1),
Jaroslav Boroviak (8/1),
Alexander Cabaník (26/3),
Pavol Diňa (14/5),
Peter Fieber (17/0),
Vladimír Goffa (1/0),
Ján Kocián (27/8),
Milan Krupčík (29/1),
Karel Kula (19/0),
Vlastimil Kula (12/1),
Milan Lackovič (17/1),
Jozef Majzlík (24/4),
Miroslav Miškuf (23/11),
Milan Nemec (30/5),
Jozef Oboril (26/2),
Dezider Siládi (14/0),
Marián Takáč (27/2),
Miloš Targoš (14/1) –
trenér Jozef Adamec, asistenti Anton Hrušecký a František Vavrinčík

### TJ Baník Ostrava OKD
Pavol Michalík (1/0/1),
Luděk Mikloško (29/0/15) –
Augustín Antalík (9/1),
Petr Bauman (23/1),
Dušan Fábry (13/2),
Ivan Gábor (24/0),
Pavel Hadaščok (1/0),
Jiří Jurásek (11/1),
Ladislav Kalmár (22/0),
Verner Lička (29/20),
Petr Němec (13/2),
Lubomír Odehnal (16/2),
Petr Ondrášek (27/0),
Václav Pěcháček (29/0),
Ladislav Richter (12/2),
Pravoslav Sukač (1/0),
Lubomír Šrámek (22/0),
Zdeněk Šreiner (28/3),
Zdeněk Válek (23/6),
Rostislav Vojáček (13/1),
Dušan Vrťo (15/2),
Petr Zajaroš (24/2) –
trenér Stanislav Jarábek, asistent Erich Cviertna

### TJ Inter Slovnaft Bratislava
Stanislav Fišan (2/0/1),
Eleg Jakubička (10/0/2),
Dušan Maluniak (20/0/7) –
Jozef Barmoš (25/0),
Karol Brezík (28/6),
Ivan Burcel (7/0),
Rudolf Ducký (29/2),
Radomír Hrotek (11/0),
Ladislav Hudec (25/0),
Ladislav Jurkemik (25/3),
Libor Koník (24/3),
Eduard Kopča (11/1),
Ján Lehnert (7/0),
Peter Michalec (24/2),
Stanislav Moravec (21/7),
Peter Mráz (24/2),
Peter Poláček (13/0),
Jozef Režnák (23/3),
Pavol Šebo (21/2),
Jaroslav Šimončič (5/0),
Marián Tomčák (26/4),
Vladimír Weiss (6/0) –
trenér Arnošt Hložek, asistent Štefan Šimončič

### TJ Spartak TAZ Trnava
Peter Krchňák (6/0/2),
Vlastimil Opálek (24/0/4) –
Marián Brezina (29/9),
Jozef Dian (18/2),
Viliam Duchoň (3/0),
Libor Fašiang (25/0),
Peter Fijalka (14/1),
Vladimír Filo (28/2),
Ján Gabriel (28/3),
Michal Gašparík (27/10),
Peter Hodúr (6/0),
Jaroslav Hutta (29/1),
Marián Kopčan (27/0),
Viliam Martinák (24/9),
Jozef Medgyes (9/0),
Peter Mrva (27/0),
Vojtech Petráš (10/2),
Ján Solár (6/0),
Konštantín Šimo (30/3),
Ján Trebatický (1/0) –
trenér Justín Javorek, asistent Anton Malatinský

### TJ Lokomotíva Košice
Stanislav Seman (16/0/6),
Marián Vraštiak (14/0/2) –
Milan Danko (9/0),
Gejza Farkaš (30/4),
Peter Fecko (29/11),
Alojz Fedor (15/0),
Jozef Ferenc (5/0),
Zdeno Kosť (11/1),
Eduard Kováč (23/0),
Ján Kozák (26/5),
František Kunzo (26/0),
Peter Lovacký (14/0),
Ján Máčaj (15/0),
Jaroslav Mikloško (10/1),
Alexander Péter (29/6),
Jiří Repík (12/0),
Stanislav Strapek (26/4),
Milan Suchánek (29/0),
Tibor Szaban (3/0),
Štefan Tóth (27/3),
Vladimír Vankovič (15/8) –
trenér Jozef Jankech, asistent Ladislav Belanský

### TJ Slovan CHZJD Bratislava
Milan Mana (30/0/5) –
Stanislav Baláž (25/0),
Vladimír Bechera (29/11),
Rudolf Bobek (21/1),
Ladislav Cabadaj (2/0),
Viktor Daňko (8/0),
Igor Frič (28/4),
Stanislav Gorel (4/1),
Peter Herda (23/1),
Miroslav Hirko (30/4),
Ján Hlavatý (29/5),
Štefan Horný (28/2),
Ivan Hucko (2/0),
Dušan Kopačka (12/0),
Dušan Leško (4/0),
Milan Luhový (30/10),
Ján Neshyba (11/0),
Ján Richter (25/3),
Ivan Schulcz (14/0),
Boris Šimkovič (10/0) –
trenér Karol Pecze, asistent Ján Hucko

### TJ Vítkovice
Jaroslav Netolička (9/0/3),
Jaroslav Zápalka (21/0/6) –
Jiří Anderle (4/0),
Jiří Běleš (19/2),
Rostislav Čevela (26/1),
Stanislav Dostál (21/3),
Miroslav Gajdůšek (14/2),
Ján Herda (13/3),
Miroslav Kadlec (26/1),
Jan Kouřil (13/0),
Luděk Kovačík (27/0),
Ivo Králík (29/5),
Jindřich Kušnír (23/0),
Milan Lišaník (28/2),
Zdeněk Lorenc (10/4),
Zdeněk Malcharek (9/0),
Jozef Marchevský (27/1),
Zdeněk Páleník (13/1),
Ivan Panáč (5/0),
Jiří Struhala (2/0),
Zdeněk Svatonský (22/3),
Jiří Šourek (23/8) –
trenéři Jiří Dunaj (1.–28. kolo) a Jiří Starosta (29.–30. kolo), asistenti Jiří Magnusek a Josef Kalus

### TJ Rudá hvězda Cheb
Václav Lavička (2/0/0),
Stanislav Vahala (28/0/9) –
Gabriel Bertalan (12/2),
Milan Beseda (9/0),
Michal Bílek (11/0),
Ivan Čabala (25/0),
Jaroslav Čaban (3/0),
Radek Drulák (28/16),
Jiří Jeslínek (25/1),
Ivo Knoflíček (23/2),
Roman Kukleta (1/0),
Jozef Kukučka (22/0),
Milan Lindenthal (30/5),
Lubomír Pokluda (26/2),
Stanislav Schwarz (25/2),
Miroslav Siva (26/4),
Milan Svojtka (9/0),
Jaroslav Šilhavý (28/1),
Vladimír Šišma (30/1),
Pavel Vrba (2/0),
Jiří Zamazal (17/1) –
trenéři Jiří Lopata (1.–9. kolo), Dušan Uhrin (10.–30. kolo), asistenti Václav Resner (1.–9. kolo), Alfons Skokan (10.–30. kolo)

### SK Slavia Praha IPS
Luboš Přibyl (14/0/2),
Juraj Šimurka (12/0/3),
Jaromír Šticha (5/0/1) –
Michal Botlík (13/1),
Milan Forman (15/0),
Zbyněk Hotový (17/2),
Miroslav Janů (30/1),
Karel Jarolím (28/9),
Petr Kašpar (16/0),
Michal Kopej (13/0),
Luboš Kubík (25/2),
Pavel Medynský (12/0),
Jaroslav Němec (15/4),
Josef Pešice (30/8),
Vlastimil Petržela (27/8),
Roman Sokol (27/1),
Zdeněk Šajtar (27/3),
Miloslav Šebek (19/1),
Milan Šimůnek (16/0),
Radek Šindelář (4/0),
Štefan Zajac (11/0),
Radek Zálešák (6/0) –
trenér Milan Máčala, asistenti Josef Zadina a Miroslav Starý

### TJ ZVL Žilina
Jozef Michálek (9/0/3),
Ivan Žiak (22/0/6) –
Jozef Beleš (1/0),
Ján Berešík (22/2),
Vladimír Čilo (26/0),
Miroslav Gerhát (18/3),
Dušan Griga (21/5),
Jiří Horáček (4/0),
Vladimír Hýll (1/0),
Jaroslav Kekely (15/0),
Vladimír Kinier (28/0),
Vladimír Masár (5/0),
Jaroslav Mintál (1/0),
Zdeno Miškolci (5/0),
Stanislav Močár (28/7),
Jozef Norocký (28/1),
Ľudovít Sklenský (3/0),
Pavol Strapáč (26/0),
Ivan Šimček (21/6),
Milan Šmehýl (30/0),
Miroslav Turianik (20/0),
Marián Valach (18/1),
Ľubomír Višňa (10/0),
Milan Zvarík (25/1) –
trenéři Kamil Majerník (1.–18. kolo) a Emil Bezdeda (19.–30. kolo), asistent Emil Bezdeda

### TJ Tatran Prešov
Miroslav Kováč (12/0/4),
Jaroslav Matkobiš (2/0/0),
Milan Veselý (17/0/4) –
Luboš Anina (26/4),
Ľubomír Bednár (2/0),
Pavol Biroš (22/0),
Vladimír Gombár (24/0),
Miroslav Hermer (17/2),
Štefan Kapráľ (3/0),
Miroslav Labun (18/1),
Ján Lukáč (12/0),
Igor Madár (2/0),
Ján Molka (26/4),
Marián Prusák (16/0),
Ján Semančík (27/1),
Pavol Stričko (25/1),
Jozef Talášek (29/3),
Ladislav Topercer (15/0),
Dušan Uškovič (29/7),
Štefan Varga (29/0),
Pavol Vytykač (2/0),
Jaroslav Zajac (13/0) –
trenér Valerián Švec (v průběhu soutěže navíc i Vojtech Malaga), asistent Milan Glovacký

### TJ Sklo Union Teplice
Vladimír Počta (29/0/8),
Zdeněk Zacharda (1/0/0) –
Miroslav Bubeník (27/0),
František Franke (23/0),
Ladislav Hladík (1/0),
Vlastimil Holub (11/0),
Pavel Hora (14/1),
Radislav Houška (25/1),
Luděk Jánský (2/0),
Pavel Klouček (22/8),
Stanislav Koller (29/3),
Josef Latislav (22/0),
Jiří Maliga (20/0),
Jaroslav Melichar (23/1),
Petr Nový (4/0),
Petr Ondra (1/0),
Antonín Rosa (17/9),
Zdeněk Slowik (12/0),
Jiří Šidák (28/1),
Miloslav Tichý (27/2),
Milan Vízek (8/0),
Josef Wunsch (1/0),
Tomáš Zahradník (19/3),
Zbyněk Záveský (10/0) –
trenér Milan Kollár (na konci jarní části Jaromír Mixa), asistenti Jan Šimon a Jaromír Mixa

### TJ Plastika Nitra
Ladislav Molnár (18/0/4),
Peter Palúch (13/0/1) –
Peter Ančic (12/1),
Augustín Antalík (15/1),
Pavol Benčo (5/0),
Dušan Borko (30/7),
Jaroslav Dekýš (28/4),
Eduard Gajdoš (2/0),
Karol Herák (6/0),
Peter Hnilica (5/0),
Kamil Chatrnúch (26/0),
Róbert Jež (26/2),
Ľubomír Kollár (23/1),
Rudolf Kramoliš (24/8),
Miloš Lejtrich (14/3),
Dušan Liba (23/1),
Zdeno Miškolci (4/0),
Zoltán Molnár (21/2),
Ľubomír Moravčík (9/0),
Pavol Poruban (6/0),
Milan Srňanský (19/0),
Marián Süttö (1/0),
Ján Valent (29/0),
Branislav Varga (1/0),
Alfonz Višňovský (25/0) –
trenéři František Urvay (1.–10. kolo), Ján Dinga (11. kolo) a Jiří Lopata (12.–30. kolo), asistenti Ján Dinga a Ivan Horn